# Guerra del sale (1556-1557)
La guerra di Campagna fu una guerra combattuta tra lo Stato Pontificio, sotto papa Paolo IV, e la Spagna, dal settembre 1556 al settembre 1557. Terminò con il trattato di Cave o pace di Cave, firmato il 14 settembre 1557 nella città di Cave.

## Le origini della guerra
Il 23 maggio 1555 fu eletto papa Gian Pietro Carafa, che scelse il nome di Paolo IV.
Il nuovo papa era di antica e potente famiglia napoletana collegata collateralmente ai nobili Caracciolo: era ben nota la sua avversione profonda verso gli Asburgo nonché la sua acredine verso il dominio della potenza iberica su Napoli; un'avversione, ampiamente ricambiata da parte dell'imperatore Carlo V il quale era giunto anche ad impedire al Carafa di prendere possesso dell'arcivescovado di Napoli, che egli deteneva dal 1549.
L'avversità di Paolo IV nei confronti della monarchia asburgica era dovuta anche al fatto che essa esercitava un'eccessiva egemonia sul territorio della penisola italiana, controllandone direttamente vaste aree come il Regno di Napoli e lo Stato di Milano: Paolo IV temeva che Carlo V mirasse a diventare padrone incontrastato della penisola, cosa che avrebbe minacciato l'integrità dello Stato della Chiesa.
Pressato da forti difficoltà economiche, Paolo IV prese la decisione (al contempo facile e impopolare) di aumentare al massimo, ed in modo capillare, gabelle, tasse, imposte e dazi, gravando pesantemente sulle già povere condizioni di vita delle popolazioni del centro Italia dominato dall'apparato statale pontificio: a farne le spese furono soprattutto la plebe romana e i ceti contadini laziali e marchigiani.
Tra l'altro, la Camera apostolica aumentò del doppio l'imposizione daziaria sull'importazione del sale che arrivava dalle saline siciliane e quindi dal Regno di Sicilia, provocando le proteste e le minacce di ritorsione da parte del vicereame di Palermo e della Corte di Madrid.

## L'assedio del Tronto

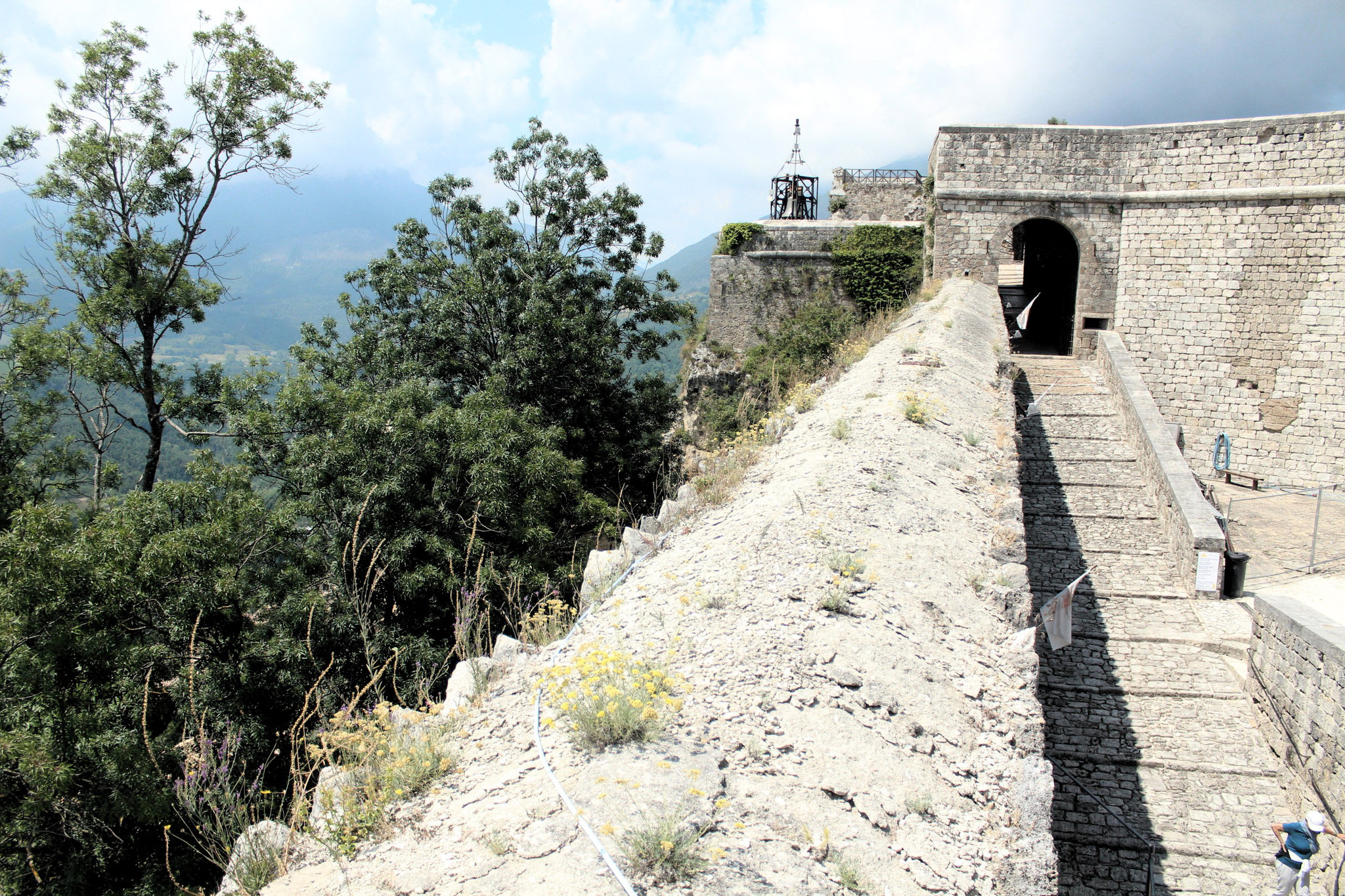
Fortezza di Civitella del Tronto

L'Abruzzo settentrionale non fu esente dai saccheggi dei militari per il possesso delle rocche di difesa. La cittadina di Campli vicino a Teramo, ben fortificata, fu espugnata con l'inganno di soldati marchigiani filopapalini nascosti dentro la città, che aprirono con l'inganno Porta San Giovanni (in zona Castelnuovo di Campli); i camplesi resistettero mentre le truppe francesi prepararono l'attacco a sorpresa, entrando a Campli. Il saccheggio fu grave, e nemmeno le chiese furono risparmiate, le donne violentate. Teramo dovette sopportare il peso di alloggiare le varie truppe spagnole e francesi che si presentavano, e che stazionavano.
In quei giorni anche la fortezza aragonese di Civitella del Tronto veniva cinta d'assedio da parte del francese duca di Guisa, generale di Enrico II di Francia, alleati con papa Paolo IV. L'attacco, di inaudita ferocia, fu iniziato nell'aprile del 1557, ma la fortezza non venne espugnata, benché seriamente danneggiata. Il duca tolse l'assedio nel maggio e si ritirò ad Ancona. La fortezza acquistò benefici, fu ritenuta "fidelissima" da re Filippo II di Spagna, ebbe esenzioni fiscali, e fu profondamente rinnovata e fortificata nell'aspetto in cui oggi è visibile, malgrado i gravi danni dell'esercito piemontese nell'assedio del 1861.

## Il ruolo della famiglia Colonna
Lo Stato della Chiesa costituiva una entità politica unitaria solo sulla carta, in realtà era una costellazione di vastissimi feudi appartenenti a potenti famiglie patrizie, soprattutto laziali.
Una delle grandi famiglie feudali in rotta di collisione con il papato era quella nobile e riottosa dei Colonna, che nel lontano passato, aveva espresso Giacomo detto Sciarra, protagonista dell'arresto di Bonifacio VIII ad Anagni nel 1303.
In quello scorcio di secolo la famiglia Colonna, elevata a rango principesco nei suoi feudi di Paliano e di Sonnino, nonché duchi di Marino, era travagliata dai dissensi tra Ascanio, sostenitore di una politica antispagnola, e suo figlio Marcantonio, ostile al papato.
Alla morte del padre, avvenuta nel 1555, Marcantonio entrò al servizio della Spagna, al che Paolo IV reagì pretendendo la consegna dei castelli della famiglia, alla quale Marcantonio non volle sottomettersi.
Si attirò così un mandato d'arresto da parte della Cancelleria apostolica e fuggendo riuscì a sottrarsi alla minacciata prigionia. Contro di lui furono emanati avvisi di comparsa dinnanzi al Tribunale romano e poiché rimase contumace, il 4 maggio 1556 dal Foro ecclesiastico venne colpito dalla scomunica maggiore, condannato a morte per decapitazione e dichiarato decaduto dai suoi feudi di Marino, Monte Compatri, Nettuno, Astura, Cave, Palestrina, Capranica, Genazzano, San Vito e Paliano.
Con altra bolla del 9 maggio 1556, o i feudi colonnesi confiscati andarono a costituire lo Stato di Paliano, eretto a Ducato, che fu conferito a Giovanni Carafa, nipote del papa, fratello del cardinal nepote. Furibondo per la disgrazia che aveva colpito lui e la sua famiglia, Marcantonio, nel frattempo rifugiatosi a Napoli, tempestò di suppliche la Corte di Madrid affinché si mettesse riparo al torto subito dalla casata. Filippo II, che in quello stesso anno era divenuto re di Spagna all'abdicazione del padre Carlo V, colse l'occasione per dare una lezione al Sommo Pontefice ribadendo la superiorità dell'arbitrato della sua Corte e delle sue Cortes (Tribunali civili) sulle faccende ecclesiastiche, nonché la dipendenza dalla Monarchia da parte del Sacro Tribunale della Inquisizione di Spagna, l'attività della quale era stata sempre completamente autonoma rispetto alla Inquisizione romana.

## La guerra e i saccheggi
Il 1º settembre 1556 il Duca d'Alba, viceré di Napoli, invase col suo esercito lo Stato della Chiesa; aveva in subordine Marcantonio Colonna al quale fu affidato anche il comando del tercio (reggimento) che puntava direttamente su Roma.
Il grosso dell'esercito spagnolo occupò facilmente Veroli, Alatri, Frosinone, Ferentino ed Anagni, mentre un'altra colonna al comando di Don Garcia de Toledo prese Castro e puntò su Terracina e Piperno.
Marcantonio Colonna, comandante in capo dei tercios che puntavano su Roma attraverso la valle del Sacco, non aveva reagito in alcun modo alle prepotenze della soldataglia commesse sui civili di quei territori; ma quando, dopo Anagni, le colonne degli spagnoli entrarono nei suoi feudi puntando su Paliano e Palestrina, cominciò ad ordinare ai comandanti di reparto che impedissero i saccheggi, gli stupri e le devastazioni ai danni dei suoi sudditi.
Così Cave fu risparmiata ma Palestrina venne saccheggiata; e se nei feudi colonnesi il comandante si preoccupava dei danni, nella zona costiera l'altro capitano,  Don Garcia de Toledo, lasciò che Terracina, Santo Stefano, Prossedi, San Lorenzo fossero “coscienziosamente” saccheggiate. Per questi ultimi territori, il duca d'Alba decise di costituire un Governatorato per la Marittima ponendoli sotto amministrazione spagnola con un corregidor residente in Piperno.
Due mesi dopo l'inizio delle ostilità, fu stabilita tra le parti una tregua di quaranta giorni con trattative segrete in vista di un possibile accordo. Ma le mosse diplomatiche fallirono, anche per le pressioni che il duca d'Alba esercitava perché si continuasse la guerra.
Il conflitto riprese a gennaio del 1557 ma avvenne allora un fatto nuovo ed inaspettato: le popolazioni della Marittima, stanche di vessazioni e soprusi, si sollevarono contro gli occupanti ed il governatore spagnolo fu costretto a fuggire da Piperno. In quel frangente le truppe pontificie si scossero dalla loro apatia e Bonifacio Caetani da Sermoneta, comandante di quelle milizie, avanzò sino a Santo Stefano.

## L'intervento francese
Nel marzo arrivarono finalmente i francesi al comando del duca di Guisa che schierò le sue truppe alla difesa di Roma tra Valmontone e la costiera di Nettuno.

La guerra comunque continuò fiaccamente per tutta la primavera e l'estate, ma a giugno Marcantonio Colonna si impadronì di Valmontone, minacciando così Roma da sud-est oltre che da meridione. Intanto la guerra tra Spagna e Francia, tanto desiderata e da tempo preparata sul piano diplomatico da Paolo IV, infuriava nelle Fiandre. In seguito alla disfatta francese nella battaglia di San Quintino, il duca di Guisa fu richiamato in patria con le sue truppe, a difendere i confini minacciati. Abbandonato dai suoi alleati, Paolo IV comprese che lo Stato della Chiesa correva grave pericolo di smembramento a favore dei domini spagnoli, quindi si decise a favorire le trattative di pace. 

La Spagna, impegnata su tre fronti (contro la Francia, i protestanti d'Olanda e di Germania nonché contro Stato Pontificio), pressata dal dissesto economico che la massiccia importazione d'oro dall'America andava determinando a causa dei processi inflattivi incontrollabili, aspirava anch'essa alla cessazione dei conflitti.
Già ai primi di settembre la marcia su Roma del duca d'Alba fu fermata per ordine del Consiglio madrileno.

## Le trattative e la pace di Cave
Le trattative si svolsero a Cave tra il 13 e 14 settembre, la pace fu firmata il 14 settembre 1557 a Cave in Palazzo Leoncelli (oggi sito in Via della Pace al civico 12).
Al tavolo delle trattative sedettero il duca d'Alba ed il cardinale Carlo Carafa. Alle clausole rese pubbliche si aggiunse un accordo classificato segreto, riguardante il futuro del Ducato di Paliano (in pratica i feudi colonnesi) che veniva posto sotto il governo di un Consiglio fiduciario, composto da personalità delle due parti, senza specificarne la sorte definitiva.
Questa invece veniva determinata dal Trattato segreto, che stabiliva che in futuro (alla morte di papa Paolo IV) quelle terre sarebbero state restituite al dominio di Casa Colonna. Nel trattato palese comunque il pontefice fece includere una clausola riguardante la condanna a morte di Marcantonio ed il sequestro dei suoi feudi; pene che restarono in vigore, anche se solo nominalmente. La Spagna, tuttavia, non poteva abbandonare e deludere il suo più fedele e capace alleato italiano, per cui il cardinale Carafa, all'insaputa del papa, fu obbligato a sottoscrivere il citato accordo classificato che impegnava la sua parte alla cancellazione della condanna nei confronti dei Colonna ed alla restituzione alla casata di tutte le prerogative e dominanze sui possedimenti, riuniti due anni prima nello Stato di Paliano.
La pace di Cave sancì la fine dell'alleanza tra Paolo IV con la Francia e l'inizio del suo riavvicinamento alla Spagna ed inoltre la riabilitazione di Casa Colonna e in particolare di Marcantonio, in seguito ammiraglio pontificio alla battaglia di Lepanto.
Il conflitto tra Spagna e Francia per l'egemonia sull'Europa si concluse con la successiva pace di Cateau Cambrésis del 2 aprile 1559.